# Blechnum austrocaledonicum
Blechnum austrocaledonicum är en kambräkenväxtart som beskrevs av Maarten J.M. Christenhusz. Blechnum austrocaledonicum ingår i släktet Blechnum och familjen Blechnaceae. Inga underarter finns listade.